# (42697) Lucapaolini
(42697) Lucapaolini est un astéroïde de la ceinture principale.

## Description
(42697) Lucapaolini est un astéroïde de la ceinture principale. Il fut découvert le 1er juin 1998 à La Silla par Eric Walter Elst. Il présente une orbite caractérisée par un demi-grand axe de 2,53 UA, une excentricité de 0,11 et une inclinaison de 13,5° par rapport à l'écliptique.

## Compléments